# Patricija
Patricija je žensko osebno ime.

## Izvor imena
Ime Patricija oziroma Patricia je latinskega izvora, in sicer ženska oblika imena Patricius. Ime Patricius pa izhaja iz latinske besede patricius »patricijski, plemenit«  

## Različice imena
- ženske oblike imena: Patricia, Patriša, Patrišia
- moške oblike imena: Patricij, Patrick, Patrik

## Tujejezikovne oblike imena
- pri Angležih: Patrick (m), Patricia (ž), skrajšano Pat
- pri Francozih: Patrice (m,ž)
- pri Italijanih: Patrizia
- pri Nemcih: Patricia, Patrizia
- pri Poljakih: Patrycja
- pri Rusih: Patrikija

## Pogostost imena
Po podatkih Statističnega urada Republike Slovenije je bilo na dan 31. decembra 2007 v Sloveniji število ženskih oseb z imenom Patricija: 2.073. Med vsemi ženskimi imeni pa je to ime  po pogostosti uporabe uvrščeno na 112. mesto.

## Osebni praznik
V koledarju je Patricia 25. avgusta; na ta dan leta 670 je umrla devica Patricija Carigrajska.